# 施托克尔斯多夫
施托克尔斯多夫（德語：Stockelsdorf）是德国石勒苏益格－荷尔斯泰因州的一个市镇。总面积56.70平方公里，总人口17120人，其中男性8358人，女性8762人（2011年12月31日），人口密度302人/平方公里。